# تشهارقاش (مقاطعة فيروزآباد)
تشهارقاش (بالفارسية: چهارقاش) هي قرية تقع في قسم جايدشت الريفي في إيران. يقدر عدد سكانها بـ 32 نسمة بحسب إحصاء 2016.